# Estació de trens d'Esch-sur-Alzette
L'Estació de trens d'Esch-sur-Alzette (en luxemburguès: Gare Esch-Uelzecht; en francès:  Gare de Esch-sur-Alzette, en alemany: Bahnhof Esch-an-der-Alzette) és l'estació de trens de la ciutat d'Esch-sur-Alzette al sud-oest de Luxemburg. La companyia estatal propietària és Chemins de Fer Luxembourgeois. L'estació està situada en el ramal ferroviari de la línia 60 CFL, que connecta la ciutat de Luxemburg amb les Terres Roges al sud del país. La línia principal continua cap a Niederkorn, mentre que una més petita va cap a Audun-le-Tiche, a França.

## Servei
Esch-sur-Alzette rep els serveis ferroviaris pels trens de Transport express régional (TER) amb relación a la Línia 80 CFL entre Thionville i Longwy i Regionalbahn (RB) i Regional Express (RE) amb relació a la línia 60 CFL entre Ciutat de Luxemburg - Rodange -Athus.